# رفيق غويتان
رفيق غويتان (مواليد 26 مايو 1999)، هو لاعب كرة قدم جزائري محترف، يلعب في مركز الوسط المهاجم أو الجناح لصالح نادي إشتوريل برايا في الدوري البرتغالي الممتاز.

## روابط خارجية
- رفيق غويتان على موقع رابطة كرة القدم الفرنسية للمحترفين (الإنجليزية)
- رفيق غويتان على موقع قاعدة بيانات كرة القدم.إي يو (الإنجليزية)
- رفيق غويتان على موقع ليكيب (الفرنسية)
- رفيق غويتان على موقع Soccerbase.com (لاعب) (الإنجليزية)
- رفيق غويتان على موقع Soccerway.com (الإنجليزية)